# 網嚢
網嚢（もうのう、英:Omental bursa）とは、大網と小網によって形成される腹部の空間を言う。網嚢は、哺乳動物において認められ、網嚢孔（ウィンズロー孔）から大網へと続いている。哺乳類において、小網にかなりの量の脂肪が貯まっていることはさほど珍しくはない。